# تاریخ ایلام

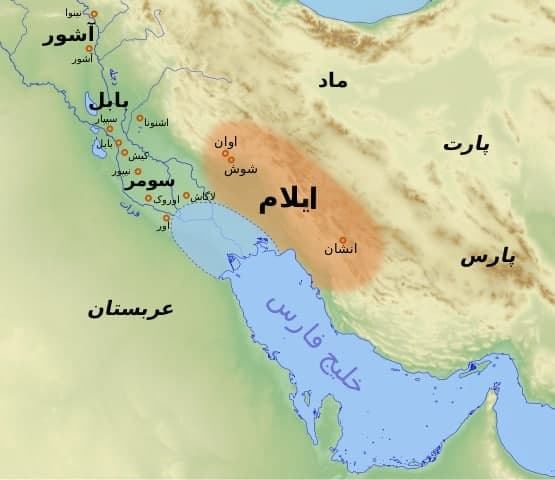
نقشه‌ای از سرزمین ایلام باستان (قرمز) و نواحی همسایه آن. خلیج فارس در عصر برنز گسترش بیشتری رو به شمال غربی داشت.

آگاهی ما از تاریخ ایلام، عمدتاً حاصل بازسازی قطعات ناقص از منابع میان‌رودان (سومری، اکدی، آشوری و بابلی) است. تاریخ ایلام معمولاً به سه دوره با گسترهٔ بیش از دو هزار سال تقسیم می‌شود. دورهٔ پیش از نخستین دورهٔ تاریخ ایلام، به نیا-ایلامی مشهور است.
- نیا-ایلامی: حدود ۳۲۰۰ پ. م تا ۲۷۰۰ پ. م (خط نیا-ایلامی در شوش)
- ایلام باستان: حدود ۲۷۰۰ پ. م تا ۱۶۰۰ پ. م (نخستین اسناد تا دودمان اپرتی)
- ایلامی میانه: حدود ۱۵۰۰ پ. م تا ۱۱۰۰ پ. م (دودمان آنزان تا حملهٔ بابلی‌ها به شوش)
- ایلام نو: حدود ۱۱۰۰ پ. م تا ۵۳۹ پ. م (۵۳۹ قبل از میلاد آغاز دورهٔ هخامنشی)

پژوهشگران جدید، تا مدت‌ها ایلام را با سوزیانا یکی می‌پنداشتند، که سوزیانا مترادف با دشت و کوهپایه‌های زاگرس سفلی در استان خوزستان امروزی است. اما به‌تازگی دو عامل مهم این باور را اصلاح کرده‌است. نخست، پژوهشگران دریافته‌اند که تل ملیان در استان فارس همان مرکز باستانی پادشاهی انشان بوده‌است و دوم اثبات گردید که شوش و ایلام دو مفهوم متمایز بوده‌اند؛ به‌عبارت دیگر، شوش مترادف ایلام نیست. در واقع، در طی تاریخ چند هزار سالهٔ ایلام، مرزهای این سرزمین نه تنها از دوره‌ای به دوره دیگر، بلکه با توجه به دیدگاه کسی که آن را توصیف می‌کرد، متغیر بود. برای مثال، بر اساس منابع میان‌رودان می‌توان نقشه‌ای نسبتاً دقیق از ایلام در اواخر هزارهٔ سوم پیش از میلاد ترسیم کرد؛ ترسیم این نقشه را به‌ویژه مدیون «جغرافیای سارگن اکدی» هستیم، اثری که در دورهٔ آشوری جدید تدوین شد و دامنهٔ فتوحات سارگن بزرگ در حدود ۲۳۰۰ پیش از میلاد را نشان می‌دهد. به نظر می‌رسد که طبق تصور میان‌رودانی‌ها در اواخر هزارهٔ سوم پیش از میلاد، کشور ایلام تمامی فلات ایران را در بر می‌گرفت، و از میان‌رودان تا دشت کویر و دشت لوت و از دریای کاسپین تا خلیج فارس گسترده بود.
اما نفوذ فرهنگ ایلامی در آن دوره بسیار گسترده‌تر از این مرزهای سیاسی بود و به آسیای مرکزی، افغانستان، پاکستان و سواحل جنوبی خلیج فارس می‌رسید. باید تأکید کرد که در طی سده‌های آخر هزارهٔ سوم، سوزیانا گاهی اوقات از نظر سیاسی به امپراتوری‌های میان‌رودان وابسته بود که مرکز این امپراتوری‌ها ابتدا اکد و سپس اور بود؛ سوزیانا تنها برای مدت کوتاهی عضو کنفدراسیون ایلامی بود. کنفدراسیون ایلامی از چندین پادشاهی تشکیل می‌شد: پادشاهی اوان (احتمالاً در ناحیهٔ زاگرس)، سیماشکی یا به تلفظ آشوری، شیمشکی (احتمالاً از کرمان تا دریای کاسپین) و انشان (استان امروزی فارس که به‌طور طبیعی از ناحیهٔ بوشهر به خلیج فارس دسترسی دارد). باید افزود که کل این تعریف از دیدگاه میان‌رودانی‌هاست. برای مردم فلات ایران، یعنی اوانی‌ها و شیمشکی‌ها، ایلام به‌معنی سرزمین انشان بود.
هنگامی که ایلامی‌ها با مردم سوزیانا متحد شدند و در سال ۲۰۰۴ پیش از میلاد به امپراتوری سوم اور پایان دادند، آن‌ها سوزیانا را به ایلام ضمیمه کردند؛ سپس نهمین شاه سیماشکی در سوزیانا، دودمان اپرتی یا سوکل مخ‌ها را تشکیل داد؛ بنابراین، این سلسله ریشه در فلات ایران داشت. مشخص کردن مرزهای شرقی پادشاهی اپارتی مشکل است، اما با کم‌شدن قدرت ایشان در سدهٔ ۱۸ پیش از میلاد، احتمالاً نفوذ ایشان در شرق هم کاهش یافت. دربارهٔ «پادشاهان انشان و شوش» که در دوران ایلامی میانه (۱۵۰۰ تا ۱۱۰۰ پیش از میلاد) حکومت می‌کردند، بنا به مدارک موجود، می‌دانیم که حداقل بر استان‌های امروزی خوزستان، جنوب لرستان،فارس و بوشهر اعمال سلطه داشتند. در هزارهٔ اول پیش از میلاد، گسترش اقوامی که به زبان‌ها و لهجه‌های هندوایرانی سخن می‌گفتند به داخل فلات ایران، باعث شد که ایلامی‌ها قلمروهای امپراتوری خود را یکی پس از دیگری از دست بدهند و در سوزیانا پناه بگیرند؛ از این پس بود که مرزهای ایلام به سوزیانا محدود گردید. در سالنامه‌های آشوربانیپال، کتیبه‌های هخامنشی و کتاب مقدس و کتب جعلی آن به همین سرزمین کوچک اشاره شده‌است.
با وجود پیشرفت‌های جدید، شناخت ما از تاریخ ایلام همچنان بسیار ناقص است. به‌دلیل اندک بودن منابع بومی، بازسازی تاریخ ایلام عمدتاً باید بر مبنای متون میان‌رودان صورت بگیرد. تاکنون بزرگ‌ترین قسمت متون ایلامی در حفاری‌های شوش بدست‌آمده، شهری که از بدو پیدایش در حدود ۴۰۰۰ سال پیش از میلاد، گاه زیر سلطهٔ قدرت ایلام و گاه زیر سلطهٔ میان‌رودان بوده‌است. در حفاری‌های قدیمی‌ترین سطوح محوطهٔ شوش، سفال‌های قابل توجهی به‌دست‌آمده که مشابه آن‌ها در میان‌رودان یافت نمی‌شود. در حالی که در دورهٔ بعدی (سطوح ۲۲ تا ۱۷ در کاوش‌هایی که «لو برون» انجام‌داده) مواد باستان‌شناسی به‌دست‌آمده با مواد میان‌رودان در دورهٔ اوروک شباهت دارد. از حدود ۳۲۰۰ پیش از میلاد، می‌توان تأثیر فلات ایران را در شوش مشاهده کرد؛ زیرا نمونه‌های مشابه الواح عددی و سپس الواح ایلامی ابتدایی که در شوش پیدا شده، در تعداد کمتر در سایت‌های فلات ایران تا نقاط دوردستی چون شهر سوخته در سیستان به دست آمده‌است. خط عیلامی ابتدایی که تمامی تلاش‌ها برای کشف رمز آن ناکام مانده‌است، تا حدود ۲۷۰۰ پیش از میلاد استفاده می‌شد اما در دورهٔ کمتر شناخته‌شدهٔ بعدی، یعنی بین پایان دورهٔ نیا-ایلامی و تأسیس سلسله اوان، ایلام به تدریج از گمنامی درآمد. نخستین بار که نام پادشاهی ایلام را می‌بینیم در کتیبه‌ای از انمبرگسی شاه کیش است که در حدود ۲۶۵۰ پیش از میلاد حکومت می‌کرد. اما تنها از آغاز دورهٔ اکدی است که نام ایلام در منابع مکتوب دیده می‌شود. و در زمان ایلامی خط میخی نیز بسیار رایج بوده در لوحی که در موزه انگلیس بر روی سنگ لاجورد هک شده نشانه گر این هست که هخامنشیان در زمان خود از این خط استفاده کرده و با کامل کردن حروفی کامل تر کردن و کاشف اصلی خط میخی ایلامیان بوده ان  ‏𐏃𐎢𐎺𐎠𐎴𐎴𐏑𐏓𐏑𐎼𐎺𐏑𐏑

## نیا-ایلامی
نیا-ایلامی دوره‌ای از تاریخ ایلام در بین سال‌های ۳۲۰۰ تا ۲۷۰۰ پیش از میلاد است.

## ایلام باستان
در دورهٔ ایلامی باستان، سه سلسله به ترتیب حکومت کردند. شاهان دو سلسلهٔ اول، یعنی سلسله‌های اوان و سیماشکی، در فهرست شاهانی که از شوش دورهٔ بابلی قدیم به‌دست‌آمده، ذکر شده‌اند. در این سند ابتدا دوازده نام ذکرشده و عبارت «دوازده شاه اوان» به‌دنبال آن می‌آید، سپس دوازده نام دیگر ذکرشده و عبارت «دوازده شاه سیماشکی» به دنبال آن می‌آید. برخلاف متون مشابه میان‌رودانی، در این سند ساده نه به سال‌های حکومت شاهان اشاره‌شده و نه نسب ایشان مشخص گردیده؛ و هیچ نشانه‌ای از جامع بودن این دو فهرست در دست نیست. اما هر چند این سند تا حدی ساختگی به نظر می‌رسد، برخی افراد مذکور در آن از طریق منابع دیگر شوش یا میان‌رودان شناخته شده‌اند، در نتیجه معلوم می‌شود که آن‌ها شخصیت‌های تاریخی بوده و تخیّلی نیستند. سلسلهٔ سوم، یعنی اپارتی‌ها، با دورهٔ بابلی قدیم در میان‌رودان هم‌زمان است؛ این سلسلهٔ ایلامی را اغلب «سلسلهٔ سوکل مخ‌ها» می‌نامند زیرا شاهان آن لقب سوکل مخ داشتند.

### پادشاهی اوان

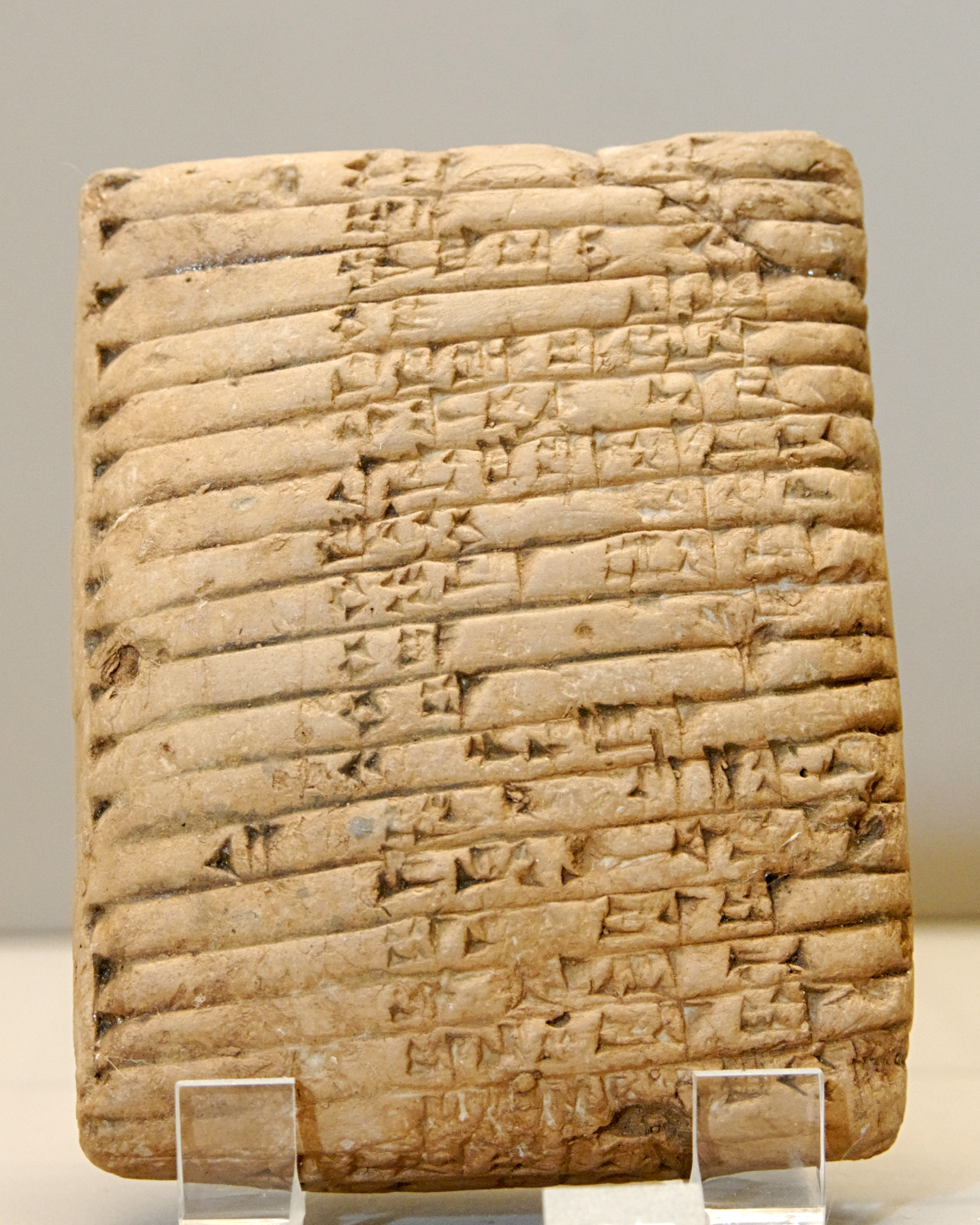
دودمان‌نامهٔ شاهان اوان و شاهان سیماشکی؛ ۱۸۰۰ تا ۱۶۰۰ پیش از میلاد، موزهٔ لوور.

پادشاهی اوان تا حدی با سلسلهٔ سارگن اکدی (۲۳۳۴ تا ۲۲۷۹ پیش از میلاد) هم‌زمان بود و گمان می‌رود آخرین پادشاه این سلسله، پوزور اینشوشیناک، در زمان اور نمو (۲۱۱۲ تا ۲۰۹۵ پیش از میلاد) بنیان‌گذار سومین سلسلهٔ پادشاهی اور، سلطنت می‌کرد. در این مرحله اطلاعات راجع به ایلام در منابع میان‌رودان بسیار واضح و روشن می‌شوند، زیرا توجه میان‌رودانی‌ها به ثروت‌های طبیعی فلات ایران (مانند چوب، سنگ و فلزات) که خود فاقد آن بودند، جذب شده‌بود. گزارش لشکرکشی‌های ایشان اطلاعات مهمی برای بازسازی تاریخ و جغرافیای ایلام به‌دست می‌دهد. دربارهٔ هفت پادشاه نخستین مندرج در فهرست شاهان شوش هیچ‌چیز نمی‌دانیم، اما هشتمین و نهمین شاه (به ترتیب معکوس) در گزارش لشکرکشی‌های سارگن و پسرش ریموش ذکر شده‌اند. هدف اصلی این لشکرکشی‌های اکدی بهره‌برداری اقتصادی از سرزمین ایلام شامل مرخشی (بلوچستان) بود. اما به‌نظر می‌رسد که این لشکرکشی‌ها در حد تاخت‌وتاز برای کسب غنیمت بود نه فتح واقعی آن قلمرو پهناور. منیش توشو، شاه اکدی، به جنگ در جنوب ادامه داد و یک پیروزی در «شخیروم» در ساحل خلیج فارس به دست آورد، سپس برای مطیع‌کردن اتحادیه‌ای از سی و دو شهر در ساحل عربی خلیج فارس از دریا عبور کرد. در دوران حکومت نرام-سین اکدی، یک معاهده بین حاکم تابع نرام-سین که در شوش حکومت می‌کرد و شاه اوان، شاید خیتا، منعقد شد. این قدیمی‌ترین متن شناخته‌شدهٔ ایلامی‌ست که با نشانه‌های خط میخی نوشته‌شده اما ترجمه و تفسیر آن سخت است.
آخرین پادشاه فهرست شاهان شوش، پوزور اینشوشینک، ابتدا شوش و سپس انشان را فتح کرد و به نظر می‌رسد که با مطیع‌کردن پادشاه سیماشکی توانست وحدت کوتاه‌مدتی در فدراسیون ایلامی به‌وجود آورد؛ اما جانشینان او نتوانستند که شوش را در قلمرو ایلام نگه‌دارند. پوزور اینشوشینک چندین کتیبه با نام خود در شوش باقی گذاشته‌است. برخی از آنان به اکدی نوشته‌شده‌اند و بقیه به خط ایلامی باستان یا ایلامی خطی؛ ایلامی خطی یک نظام نگارشی است که تنها معدودی از نشانه‌های آن با قطعیت رمزگشایی شده‌اند. شاید نشانه‌های ایلامی خطی از ایلامی ابتدایی گرفته شده باشند. اما سلطهٔ پادشاهان ایلام بر شوش دیری نپایید، چند سال بعد شولگی، پادشاه اور (۲۰۹۴ تا ۲۰۴۷ پیش از میلاد)، این شهر و نواحی اطراف آن را دوباره تصرف کرد، و بار دیگر شهر شوش بخش تابع امپراتوری میان‌رودان شد و تا فروپاشی آن امپراتوری به همین شکل باقی ماند.

### پادشاهی سیماشکی
پادشاهی اپرتی در بین سال‌های حدوداً ۱۹۷۰ تا ۱۶۰۰ پیش از میلاد حکومت می‌کرد. از دوازده پادشاه سیماشکی که نام آنان در فهرست شاهان شوش ذکرشده، نام ۹ نفر در منابع دیگر آمده‌است. در قسمت اول این دوره مشاهده می‌کنیم که میان‌رودانی‌ها پی‌درپی به فلات ایران حمله می‌کنند؛ به‌نظر می‌رسد که هدف اصلی این حمله‌ها، سیماشکی، موطن پادشاهان ایلامی بود که در ناحیهٔ کرمان امروزی قرار داشت؛ اما حمله‌ها به‌ندرت موفق‌آمیز بود. در میان این لشکرکشی‌ها دوره‌هایی از صلح بود که با ازدواج میان خانواده‌های سلطنتی همراه بود. برای مثال، شو سین، پادشاه اور، یکی از دخترانش را به ازدواج شاهزادهٔ انشان درآورد، اما بعداً حداقل دو بار به ساحل جنوب شرقی دریایی کاسپین حمله کرد. به‌نظر می‌رسد که میان‌رودانی‌ها برای به‌دست‌آوردن مواد خام مورد نیاز، گاه به روش‌های صلح‌آمیز و گاه به زور توسل می‌جستند. اما قدرت میان‌رودانی‌ها رو به افول بود. ایبی سین، آخرین پادشاه سلسلهٔ اور (۲۰۲۸ تا ۲۰۰۴ پیش از میلاد)، قادر نبود به عمق قلمرو ایلام نفوذ کند و عامل او، ایر ناننا، دیگر بر قسمت عمدهٔ شرق امپراتوری سلطه نداشت و تنها بر سرزمین‌های خط شمال غربی به جنوب شرقی از آربلا به بشیمه در ساحل شمالی خلیج فارس تسلط داشت. در سال ۲۰۰۴ پیش از میلاد، ایلامی‌ها با سوزیانا متحد شدند و به رهبری کینداتو، ششمین پادشاه سیماشکی، اور را فتح کردند و ایبی سین را به‌عنوان زندانی به ایلام بردند.

### پادشاهی اپرتی

#### مشکلات تاریخ این دوره و نظریات تازه
به نظر می‌رسد این دورهٔ طولانی که حدوداً سه سده به‌طول انجامید، با وجود تعداد بیشتر و تنوع مدارک موجود، هنوز یکی از مغشوش‌ترین دوره‌های تاریخ ایلام است. سه موضوع که بازسازی تاریخ این دوره را کاملاً تحریف‌کرده و مورخان جدید را به اشتباه انداخته‌است:
اول، ترتیب جانشینی و شجره‌نامهٔ حاکمان این دوره است؛ در نتیجهٔ تفسیر نادرست عبارت اکدی «پسر خواهر شیلخخه» (mār ahāti(-šu) ša Šilhaha)، محققان گمان می‌کردند که ترجمهٔ صحیح mār ahāti، همچون میان‌رودان، خواهرزاده (پسر خواهر) است، و این اصطلاح واقعاً به یک رابطهٔ نسبی اشاره می‌کند. می‌کند. در نتیجه، دربارهٔ تقسیم قدرت بین شاخه‌های مستقیم و عرضی خانوادهٔ شاهی فرضیه‌ای مطرح شد که خاص ایلام بود. اما واقعیت کاملاً متفاوت بود: معنی واژگان «پسر خواهر شیلخخه» خواهرزاده نیست، بلکه به معنی پسری است که شیلخخه از همبستری با خواهر خودش به دنیا آورده و نشانهٔ وجود ازدواج با محارم در میان خانوادهٔ سلطنتی است؛ وارث مشروع شاه، از این ازدواج زاده می‌شد. به‌علاوه، این عبارت تنها یک عنوان یا لقب بود، چنان‌که قرن‌ها بعد از مرگ شیلخخه، اونتاش نپیریشه و خوتلوتوش اینشوشینک، خود را پسر خواهر شیلخخه می‌نامند. این نکته هم اضافه شود که عبارت اکدی را در ایلامی به ruhu-šak ترجمه کرده‌اند: ruhu یعنی پسر، هنگامی که به مادر اشاره می‌شود و šak یعنی پسر، هنگامی که به پدر اشاره می‌شود. اصلاً مسئلهٔ کلمهٔ «خواهر» در میان نیست.
موضوع دوم، که همانند موضوع اول، مانعی برای بازسازی درست تاریخ ایلام بوده، کتیبه‌ای از شیلخک اینشوشینک است که در آن، گروهی از شاهان پیشین خود را نام می‌برد که معبدی متعلق به اینشوشینک را بازسازی کرده بودند. اکثریت مورخان گمان کرده‌اند که شیلخک اینشوشینک در این کتیبه، شاهان پیشین خود را بر حسب ترتیب زمانی ذکر می‌کند و می‌توان این فهرست را با وارد کردن نام شاهانی که به آن‌ها اشاره‌نشده، کامل کرد. اگرچه نام پادشاهان اولیه، عموماً در ابتدای فهرست آمده و در انتها به پادشاهان جدیدتر اشاره‌شده، درون هر گروه ترتیب چینش شاهان با منابع دیگر تعارض دارد. ترتیب زمانی بهم‌خورده، چون چینش شاهان بر مبنای نسب است؛ گاهی اوقات، در ابتدا شاخهٔ مستقیم آورده‌شده سپس شاخه‌های عرضی، اما گاه شاخه‌های عرضی، بدون توجه به ترتیب زمانی، بر شاخهٔ مستقیم مقدم شده‌است. ترتیب شاهان دورهٔ سوکل مخ‌ها به این صورت است: «اپرتی (ابارات)، شیلخخه، سیروک توخ، سیوه پلر خوپاک، کوک گیرمش، اته خوشو، تمتیخلکی، و کوک نشو». در اینجا ترتیب اپرتی، شیلخخه، سیروک توخ، سیوه پلر خوپاک در شاخهٔ مستقیم صحیح است (رابطهٔ پدر پسری دارند). اما دو شاه بعدی یعنی کوک گیرمش و اته خوشو، از نظر ترتیب زمانی در جای درست نیستند، زیرا ایشان بین دورهٔ شیلخخه و سیروک توخ حکومت کردند؛ بنابراین کوک کیرماش از یک شاخهٔ عرضی بود و به‌همین دلیل در فهرست کتیبهٔ شیلخک اینشوشینک، وی «پسر لانکوکو» نامیده شده‌است. نام لانکوکو در منابع دیگر نیامده و احتمالاً هرگز به حکومت نرسیده‌است. احتمال دارد که وی برادر یکی از سوکل مخ‌ها بوده‌است که وقتی درگذشت، وارث مستقیم نداشت یا وارث او برای سلطنت، بسیار جوان بود و به‌این دلیل، پسر برادر او یعنی پسر لانکوکو به حکومت رسید. دلایل بیشتر، از کتیبه‌های برخی از کارمندان رده بالایی به‌دست می‌آید که بعد از خدمت در دستگاه ایدادو دوم، دهمین پادشاه سیماشکی، به کوک کیرماش خدمت کردند؛ بنابراین، او آن‌گونه که درگذشته به نادرست پنداشته می‌شد، نمی‌توانسته در قرن پانزدهم پیش از میلاد حکومت کرده‌باشد. تمتی خلکی و کوک نشور آخرین شاهان شناخته‌شدهٔ سوکل مخ‌ها، احتمالاً از شاخهٔ مستقیم بودند.
سرانجام، موضوع سوم این بود که مورخان گمان می‌کردند، کتیبه‌ای از اته خوشو نشان می‌دهد که زمان حکومت اپرتی، شیلخخه و اته خوشو هم‌زمان بوده و نخستین حکومت سه نفرهٔ سلسله را تشکیل داده‌اند. در واقع بر اساس مدارک مختلفی، به ویژه مهرهای استوانه‌ای خدمت‌گزاران این پادشاهان، می‌توان نشان داد که بین شیلخخه و اته خوشو، شش سوکل مخ اعمال قدرت کرده‌اند: «پالا ایشن، کوک کیرماش، کوک سنیت، تم سنیت، کوک نخونته و کوک نشور اول». این گروه در قرن بیستم پیش از میلاد سلطنت کردند، اما بسیاری از پژوهشگران، مانند والتر هینتس و هایدماری کخ، حکومت ایشان را در قرن شانزدهم پیش از میلاد می‌دانند.
با توجه به اصلاح شدن تفاسیر مربوط به این سه مورد، امروزه می‌توان تاریخ سلسلهٔ اپرتی را به‌طور منسجم، اگرچه ناکامل، نوشت. پادشاهان سیماشکی که جانشین کینداتو شدند، بعد از سقوط امپراتوری اور در شوش مستقر شدند. پادشاهان سیماشکی، ایدادو اول و تن روخوراتر دوم (که با مکوبی، دختر بیلالاما پادشاه اشنونا در میان‌رودان ازدواج کرد) معابدی را در شوش ساخته یا تجدید بنا کرده‌اند. اما اپرتی دوم اگرچه در فهرست شاهان شوش نهمین شاه سیماشکی نامیده شده‌است، بنیانگذار سلسله‌ای جدید بود که مورخین امروزی آن را سلسلهٔ اپرتی‌ها می‌نامند. جای تعجب است که اولین شاهان اپرتی، هم‌زمان با آخرین شاهان سیماشکی (یعنی ایدادو دوم، ایدادو نپیر، و احتمالاً ایدادو تمتی) حکومت می‌کردند. اپرتی، اولین شاه سلسله‌اش، حداقل در بخشی از عمرش با گروهی از شاهان سوکل مخ، هم‌زمان بود. دومین شاه اپرتی، شیلخخه، در دو سند از دورهٔ اته-خوشو ذکر شده‌است؛ اته خوشو با سومو ابوم (۱۸۹۴ تا ۱۸۸۱) نخستین شاه سلسلهٔ اول بابل، هم‌زمان بود.

#### شاهان دودمان اپرتی
آخرین شاه اپرتی، ایدادو تمتی، تنها از روی فهرست شاهان شوش شناخته شده‌است. چگونگی تقسیم قدرت معلوم نیست، زیرا اگرچه ایدادو دوم و ایدادو نپیر در شوش حکومت می‌کرده‌اند، اما یکی از عناوین و القاب کوک کیرماش «سوکل ایلام، سیماشکی و شوش» بوده، که حاکی از حکومت او بر تمامی کنفدراسیون ایلام است. با وجود این عناوین، احتمال دارد که آخرین سیماشکی‌ها بر قسمت شرقی امپراتوری حکومت می‌کردند در حالی که نخستین اپرتی‌ها بر قسمت غربی آن حاکم بودند. به هر حال اپرتی، شیلخخه و جانشینان بلافصل ایشان در زمانهٔ دشواری می‌زیستند. حاکمان چندین دولت میان‌رودان می‌کوشیدند تا شوش را از ایلامی‌ها بازپس بگیرند. از چندین یورش اطلاع داریم، به‌یژه، یورش‌های گون گونوم، شاه لارسا، و شاید به‌دلیل چنین یورشی بود که اته خوشو قدرت را به دست گرفت. در واقع، نشانه‌های متعددی وجود دارد که او غاصب بوده‌است؛ زیرا برخلاف تمامی شاهانی که قبل و بعد از وی حکومت کردند، اته خوشو در هیچ‌یک از اسناد حقوقی و اقتصادی با حاکمان دیگر خویشاوند دانسته نشده‌است، همچنین القاب او غیرمعمول است. اگرچه وی خود را «پسر خواهر شیلخخه» می‌خواند، احتمالاً برای مشروع جلوه‌دادن خود بعد از رسیدن به حکومت است. از القاب دیگر وی «چوپان مردم شوش» است؛ هیچ حاکم دیگری این لقب را بر خود نگذاشت، به جز حاکمی به نام تتپ مادا که ممکن است جانشین او بوده باشد. با توجه به نام سیروک توخ، که در لوحه‌ای از شمشارا ذکرشده‌است، می‌توان تاریخ ایلام را با تاریخ‌گذاری میان‌رودان مرتبط کرد، زیرا سیروک توخ با شمشی ادد اول، شاه آشوری (۱۸۱۳ تا ۱۷۸۱ پیش از میلاد)، هم‌زمان بوده‌است. به‌عبارت دیگر، منابع میان‌رودان گاه تاریخ شاهان ایلام را به ما نشان می‌دهند. اما معروف‌ترین سوکل مخ این سلسله، سیوه پلر خوپاک است که حداقل به مدت دو سال، قدرتمندترین فرمانروای خاور نزدیک بود. آرشیوهای شاهی ماری نشان می‌دهند که شاهانی به بزرگی زیمری لیم، شاه ماری و حمورابی، شاه بابل، او را «پدر» خطاب می‌کردند، در حالی که ایشان یکدیگر را «برادر»، و شاهان کوچحک‌تر را «پسر» خطاب می‌کردند. اما دخالت‌های سیوه پلر خوپاک و برادر و جانشینش، کودو زولوش، در امور میان‌رودان (تا نقاط دوردستی مانند حلب) زیاد به طول نکشید. اتحادیه‌ای از حکومت‌های کوچک و بزرگ میان‌رودان به رهبری حمورابی، سلطه‌گری سیوه پلر خوپک را درهم شکست، و به جاه‌طلبی ایلام در میان‌رودان پایان داد. سلطنت کوتیر نخونته اول و سیزده جانشین او که سوکل مخ یا سوکل بودند تا کوک نشور سوم که آخرین سوکل مخ شناخته‌شده‌است، تنها در متون حقوقی و اقتصادی شوش و تعداد انگشت‌شماری کتیبه‌های شاهی ثبت شده‌است. این اسناد نشان می‌دهند که زندگی روزمره در شوش و ایلام کاملاً منزوی و محدود بود (معطوف به امور داخلی، بدون ارتباط با مردم دیگر). اگرچه هیچ فعالیت نظامی‌ای در این اسناد ذکرنشده اما تعدد نام‌های شاهان یا شاهزادگان ثبت‌شده در زمان واحد مبهوت‌کننده است. برای مثال نام کوتیر نخونته همراه با پنج جانشین بالقوه ذکر شده‌است: «اته مرا خلکی، تاتا، لیلا ایرتش، تمتی گون، و کوتیر شیلخخه»؛ اما تنها دو نفر آخر به قدرت رسیدند و به مقام سوکل مخ دست یافتند. به‌دنبال ایشان، کوک نشور دوم به قدرت رسید، که با عمی صدوقه شاه بابل (۱۶۴۶ تا ۱۶۲۶ پیش از میلاد) هم‌زمان بود. سپس تمتی رپتش، سیموت ورتش دوم، کودوزولوش دوم و سیرتوخ به حکومت رسیدند اما علی‌رغم اینکه نام ایشان در کنار نام شاهان در متون آمده، ترتیب زمانی ایشان را نمی‌توان با قطعیت مشخص کرد. سه سوکل مخ آخری که شناخته شده‌اند، یعنی تن اولی و دو پسرش تمتی خلکی و کوک نشور سوم، هر سه «پسر خواهر شیلخخه» نامیده شده‌اند، گروهی هستند که در هیچ سندی با شاهان پیشین پیوند ندارند (ظاهراً با شاهان پیشین پیوند خانوادگی ندارند). لذا این پرسش مطرح می‌شود که آیا در طی نیمهٔ دوم این دوره، دسیسه‌های درباری جای درگیری‌های بین‌المللی را گرفته بود؟ آیا ایشان کاملاً گرفتار دسیسه‌های درباری شده بودند؟

#### ویژگی‌های پادشاهی اپرتی
دو ویژگی در سلسلهٔ سوکل مخ‌ها قابل توجه است: یکی طول حکومت ایشان و دوم، تمایل روزافزون خاندان سلطنتی به فرهنگ سامی. با ملحق کردن سوزیانا به امپراتوری ایلام، سوکل مخ‌ها باعث شدند که شوش همچنان مرکزی مهم بماند. این فرایند در چند حوزه مشهود است. برای مثال، ایلامی‌ها زبان خود را بر مردم شوش تحمیل نکردند؛ اکثریت غالب اسناد این دوره که از حفاری‌های شوش به‌دست‌آمده، به‌زبان اکدی هستند؛ بیشتر آن‌ها اسناد حقوقی یا اقتصادی مربوط به زندگی روزمره بوده و نام سوکل مخ یا سوکل در آن‌ها ذکر شده‌است.
همچون زبان، مردم شوش مجمع خدایان (پانتئون) شوشی-میان‌رودانی خود را نیز حفظ کردند که در رأس آن، اینشوشینک، خدای حامی این شهر قرار داشت. خدایان اصیل ایلامی نادر بودند. نهایتاً این توجه به فرهنگ سامی، یا غربی‌شدن، در القاب مشاهده می‌شود. به‌عبارت دیگر، عناوین شاهی نیز تمایل سوکل مخ‌ها را به فرهنگ سامی نشان می‌دهد. عنوان «شاه انشان و شوش» که لقب اپرتی، بنیان‌گذار سلسلهٔ سوکل مخ‌ها، بود، به‌زودی کنار گذاشته شد و عناوینی استفاده شد که به کارگزاران میان‌رودانی منصوب شده در شوش یا ایلام در دوران امپراتوری سوم اور متعلق بود. قدرت عالی در دست سوکل مخ بود. گاهی فرمانروا بخشی از قدرت را به فرزندان خود محول می‌کرد، که در این صورت اگر فرماندار ایالت‌های شرقی امپراتوری بودند، لقب «سوکل ایلام و سیماشکی» به ایشان داده می‌شد و اگر فرماندار سوزیانا می‌شدند، به «سوکل شوش» ملقب می‌شدند؛ گاه به این فرماندار «شاه شوش» لقب می‌دادند؛ بنابراین لازم است تا فرضیهٔ تقسیم قدرت در ایلام را کنار بگذاریم.

#### ساختار حکومت
جانشینی بر تخت شاهی حق پسر ارشد بود، اما یک عنصر مهم به آن اضافه شده بود، مشروعیت، درجه‌بندی داشت: فرزندان حاصل از ازدواج درون‌خانوادگی بر فرزندان حاصل از ازدواج با غریبه‌ها تقدم داشتند. فرزندی که از وصلت پادشاه با یک شاهزاده خانم ایلامی، یعنی غریبه (خارج از خانواده)، به‌دنیا می‌آمد، مشروع بود. اما فرزندی که از وصلت پادشاه با خواهر خودش به دنیا می‌آمد، مشروعیت بالاتری داشت؛ بنابراین، پسر ارشد که از ازدواج شاه با یک شاهزاده خانم خارج از خانواده (ازدواج برون همسری) به دنیا آمده، می‌بایست تاج و تخت را به برادر کوچک‌تری که از ازدواج بعدی شاه با خواهرش (ازدواج درون‌همسری) به‌دنیا می‌آمد، واگذار می‌کرد. پسری که از ازدواج شاه با دخترش به‌دنیا می‌آمد، بالاترین درجهٔ مشروعیت را داشت. این مورد چند قرن بعد برای خوتلوتوش اینشوشیناک پیش‌آمد، که به نظر می‌رسد پسر شوتروک نخونته از دخترش نخونته اوتو بود. در شرایطی که پادشاه وارث مذکر نداشت یا وارث او برای حکومت کردن خیلی جوان بود، قدرت به شاخهٔ عرضی می‌رسید، مانند کشورهای دیگر.
لازم نبود که «سوکل ایلام و انشان» و «سوکل شوش» با مقام عالی سوکل مخ پیوند خانوادگی داشته باشد. اما گاه پیش می‌آمد که شاه به دلایل عملی (فایده، مصلحت) فرزندان خود را در قدرت شریک می‌کرد. این احتمال وجود دارد که همانند دورهٔ هخامنشی، دربار به هنگام تابستان به علت گرمای شدید، شوش را ترک می‌کرد و در فلات که معتدل‌تر بود، پناه می‌گرفت. پس احتیاط حکم می‌کند که فرد مورد اعتمادی را برای ادارهٔ سرزمین‌های پست منصوب کنند.

## ایلام میانه
در دورهٔ ایلام میانه، شاهان ایلامی سریعاً راه خود را از دورهٔ قبل جدا کردند. در واقع ویژگی این دوره، «ایلامی شدن» سوزیانا است (برخلاف «سامی شدن» در دورهٔ قبل). شاهان این دوره، عنوان سوکل مخ یا سوکل را رها کردند و عنوان قدیمی «شاه انشان و شوش» را برگزیدند (در کتیبه‌های اکدی به‌صورت «شاه شوش وانشان»). زبان اکدی در زمان اولین خانوادهٔ حاکمان ایلامی میانه، یعنی کیدینوها، هنوز استفاده می‌شد، ولی در کتیبه‌های دو دودمان بعدی، ایگه هلکی‌ها و شوتروکی‌ها، به‌ندرت دیده می‌شود. به‌علاوه، در این دوره مجمع خدایان ایلامی بر سوزیانا تحمیل شد و با ساخت مجموعهٔ سیاسی-دینی چغازنبیل، به اوج قدرت خود رسید.

### دودمان کیدینوها
به‌کار بردن واژهٔ دودمان برای کیدینوها شاید نادرست باشد، زیرا هنوز هیچ نشانه‌ای از رابطهٔ پدر فرزندی بین پنج حاکمی که یکی پس از دیگری به حکومت رسیدند، در دست نیست: کیدینو، اینشوشینک سونکیر نپی پیر، تنروخوراتر دوم، شالا، و تپتی اهر. مدارک شوش و هفت تپه، کبناک باستان، نشان می‌دهند که بین دورهٔ سوکل مخ و دورهٔ ایلامی میانی انقطاعی وجود دارد. نخستین نشانهٔ انقطاع، انتخاب لقب بود. کیدینو و تپتی اهر خود را «شاه شوش و انزان» نامیدند و به این شکل خود را به سنتی کهن متصل کردند. لقب دیگر آن‌دو، «خدمتگزار کیرواشیر» خدایی ایلامی است، بدین گونه مجمع خدایان فلات ایران را در سوزیانا رواج دادند. اما مانند دورهٔ قبل، آنان همچنان زبان اکدی را در تمام کتیبه‌های خود استفاده کردند.

### دودمان ایگه هلکی
تا همین اواخر، به نظر می‌رسید که دودمان ایگه هلکی یکی از شناخته‌شده‌ترین دودمان‌ها در تاریخ ایلام است. مورخین گمان می‌کردند که به‌دنبال حملهٔ یکی از شاهان کاسی به نام کوریگلزو دوم (۱۳۳۲ تا ۱۳۰۸ پیش از میلاد) علیهٔ شاه ایلامی به نام هورپتیلا ایگه هلکی در حدود سال ۱۳۲۰ پیش از میلاد، قدرت را به دست گرفت؛ سپس حکومت وی به شش جانشینش منتقل شد، که معروف‌ترین ایشان اونتش نپیریشه است که در حدود ۱۲۵۰ پیش از میلاد، زیگورات معروف چغازنبیل را ساخت. این دوره با کیدین هوتران سوم خاتمه یافت که وی با به‌دست آوردن دو پیروزی در مقابل انلیل ندین شومی (۱۲۲۴ پیش از میلاد) و ادد شوما آیدین (۱۲۲۲ تا ۱۲۱۷ پیش از میلاد) به عظمت و شکوه کاسی‌ها پایان داد. ترکیب اطلاعات بدست‌آمده از یک نامه که اینک در موزه خاور نزدیک برلین نگهداری می‌شود و دو قطعه از یک مجسمهٔ بازکشف‌شده در موزه لوور، موجب تجدید نظر کامل در این تصور گردید. نامهٔ موجود در برلین، یک متن بابلی جدید است که به زبان اکدی نوشته‌شده‌است، ولی به روی تکه‌های مجسمه، کتیبه‌ای به‌زبان ایلامی هست. فرستندهٔ نامه یک شاه ایلامی‌ست که نام او روی متن از بین‌رفته اما به احتمال قوی، شوتروک نهونته یکم است؛ نویسنده ادعا می‌کند که حکومت بابل حق اوست. نام مخاطب نامه هم از بین رفته‌است. شاه ایلامی برای اثبات ادعایش بر حکومت بابل، نام تمام شاهان ایلامی را که با شاهدختان کاشی ازدواج کرده بودند، به علاوهٔ فرزندان حاصل از این ازدواج‌ها، ذکر می‌کند. برای نمونه، جانشین بلافصل ایگه هلکی، پهیر ایشن یکم، با خواهر یا دختر کوریگلزو اول ازدواج کرد؛ پایان حکومت کوریگلزو اول، سال ۱۳۷۴ پیش از میلاد بوده‌است، پس معلوم می‌شود که سلسلهٔ ایگه هلکی تقریباً یک قرن از آنچه پیشتر تصور می‌شد قدیمی‌تر بوده‌است. به‌علاوه، دو شاه که پیشتر ناشناخته بودند در این متن ذکر شده‌اند: یکی، کیدین هوتران دوم، پسر اونتش نپیریشه (این شخص نمی‌تواند همان کیدین هوترانی باشد که با کاسی‌ها جنگید)، دوم، پسر وی نپیریشه اونتش. چون قطعات مجسمهٔ موزهٔ لوور به کیدین هوتران دیگری که پسر پهیر ایشن بوده منسوب است، حتماً سه پادشاه به این نام در سلسلهٔ ایگه هلکی‌ها وجود داشته‌است: کیدین هوتران اول، پسر پهیر ایشن؛ کیدین هوتران دوم، پسر اونتاش نپیریشه و کیدین هوتران سوم که پدرش معلوم نیست؛ بنابراین تعداد پادشاهانی که در این دوره به قدرت رسیدند، از هفت به ده نفر افزایش یافت، و هنوز معلوم نیست که فهرست کامل باشد. در واقع، نخستین توصیف به‌جامانده دربارهٔ این سلسله در یکی از کتیبه‌های شیلهک اینشوشینک از دودمان شوتروکی است؛ وی در آن کتیبه، شماری از شاهان قبلی را نام می‌برد که معبدی از اینشوشینک را بازسازی کرده بودند. در نامهٔ برلین هم فقط به شاهانی که با شاهدخت‌های کاسی ازدواج کرده بودند یا فرزندان ایشان اشاره شده‌است. شاهی که در این دو گروه نباشد، گمنام می‌ماند. سرانجام، اکنون می‌توان تأیید کرد که هورپتیلا، شاه ایلام نبود بلکه شاه سرزمینی به‌نام الامات بود.
ویژگی اصلی این سلسله، «ایلامی کردن» سوزیانا است؛ مجتمع دینی چغازنبیل، دوراونتاش باستان، گواهی بر این سیاست است، که در زمان کیدینوها آغاز شده بود. در حالی که اپرتی‌ها، عناوین، خدایان و زبان خود را از شوشی‌ها اقتباس کرده‌بودند، ایگه هلکی‌ها بر جنبهٔ ایلامی سوزیانا تأکید کردند. ازاین‌رو، اسناد نوشته‌شده به‌زبان اکدی از زمان حکومت ایگه هلکی‌ها بسیار نادر است و غالب این نوشته‌های اکدی، لعن و نفرین کسانی‌ست که آثار یادبودی ایشان را خراب کنند، گویی که این ویرانگری تنها از میان‌رودی‌ها برمی‌آید.
دومین ویژگی این سلسله، احیای عنوان قدیمی «پادشاه شوش و انشان» بود. ویژگی دیگر و مهم‌ترین آنها، حضور قدرتمند خدایان فلات ایران در سوزیانا بود. برای نمونه، دیدگاه اونتش نپیریشه در چغازنبیل روشن‌گر است؛ در آغاز، شاه، زیگوراتی کوچک در داخل محوطه‌ای به مساحت ۱۰۵ متر مربع ساخت که به دُور این محوطه، معبدهایی ساخته‌شده بود. این زیگورات ابتدایی ضرورتاً به اینشوشینک، خدای حامی شوش و سوزیانا تقدیم‌شده بود. اما، شاه به‌زودی نظر خود را تغییر داد و تصمیم گرفت زیگورات بزرگی بسازد. زیگورات کوچک خراب شد و ساختمان‌هایی که محوطهٔ مربع شکل را احاطه کرده بودند، در طبقهٔ اول بنای جدید ادغام شدند. بنای جدید پنج طبقه داشت و مساحت هر طبقه از مساحت طبقه زیرینش کمتر بود. لازم به تأکید است که ساختمان جدید، مشترکاً به نپیریشه، خدای اصلی انشان و اینشوشینک وقف گردید. اینشوشینک همواره بعد از نپیریشه و در مقام دوم ذکر می‌شود؛ حتی وقتی کیریریشه، زوجهٔ نپیریشه حضور داشت، اینشوشینک در مقام سوم می‌آمد. بدین ترتیب، تقدم جزء ایلامی بر جزء شوشی در ترتیب خدایان نیز منعکس گردید. اما موقعیت حتی پیچیده‌تر از این بود. در داخل سه دیوار متحدالمرکز چغازنبیل، معابدی برای خدایان مختلف پانتئون جدید شوشی-ایلامی ساخته‌شده‌بود و به‌نظر می‌رسد که تمامی خدایان اصلی کنفدراسیون ایلامی حضور داشتند. برای مثال، پینی‌کیر، هومبان، کیرمشیر و نهونته، احتمالاً متعلق به مجمع خدایان اوان بودند؛ در صورتی که روهوراتر و هیشمتیک، خاستگاه سیماشکی داشتند. از بین خدایان انشان، می‌توان به زوج نپیریشا و کیریرشه، به علاوه کیلخ شوپیر و منزت اشاره کرد. خدایان دیگر شوشی- میان‌رودانی، مانند اینشوشینک، ایشمکرب، نبو، شمش و ادد، بین قدرت ایلام و شوش تعادل برقرار می‌کردند.
تأسیس شهر چغازنبیل بدون هیچ سابقه‌ای، بیشتر ماهیتی سیاسی داشت تا دینی، زیرا نشان می‌دهد که کنفدراسیون کهن ایلامی از نظر فرهنگی و سیاسی بر سوزیانا مسلط شده‌است. عجیب است که این مجتمع عظیم به‌سرعت متروکه شد. هیچ پادشاه دیگری به جز اونتش نپیریشه کتیبه‌ای به نام خود در آنجا باقی نگذاشت و شوتروک نخونته گزارش می‌کند که کتیبه‌هایی را از دوراونتاش به شوش برده‌است. دربارهٔ دو جانشین بلافصل اونتش نپیریشه، یعنی کیدین هوتران دوم و نپیریشه اونتش اطلاعی در دست نیست. لشکرکشی‌های آخرین شاه این سلسله، کیدین هوتران سوم، علیه پادشاهان کاسی بابل، انلیل ندین شومی و ادد شوما ادینا، دلالت می‌کنند که روابط خوب این دو خانوادهٔ سلطنتی، به‌سرعت از بین رفته بود (زمانی بین این دو خانواده روابط حسنه وجود داشت).

### دودمان شوتروکی
در زمان شوتروکی‌ها، شوش، بزرگی خود را که تا حدی با ساخت چغازنبیل تحت‌الشعاع قرار گرفته بود، دوباره به‌دست‌آورد و تمام جلال و شکوه تمدن ایلامی دوباره آشکار شد. ثروت‌های شوتروک نهونته یکم و سه پسر و جانشین او به این نسل جدید «شاهان انشان و شوش» امکان داد تا به کرات علیهٔ شاهان کاسی میان‌رودان لشکرکشی کنند و امپراتوری ایلام و به‌ویژه شوش را با معابدی که به‌شکل باشکوهی بازسازی شده‌بودند، تزئین نمایند. سه جانشین شوتروک نهونته عبارت بودند از کوتیر نهونته دوم، شیلهک اینشوشینک و هوتلوتوش اینشوشینک.
شوتروک نهونته، پسر هلوتوش اینشوشینک، چندین بار علیهٔ میان‌رودان لشکرکشی کرد و از آنجا غنائمی آورد که بر روی آن‌ها نامش را نوشته‌است. اطلاعات بدست‌آمده از یک نامه که اینک در موزه خاور نزدیک برلین نگهداری می‌شود، مشخص می‌کند که شوتروک نخونته بر بابل ادعای سروری داشت و شاید این جنگ‌ها بعد از انکار بابلی‌ها رخ داد. به‌این ترتیب، می‌دانیم که او به اکد، بابل، و اشنونا حمله کرد و مجسمه‌های منیش توشو را از اشنونا به غنیمت گرفت. همین شاه ایلامی بود که اسناد مشهوری مانند قانون حمورابی و استل نرام سین را به‌عنوان غنیمت به شوش آورد. در سال ۱۱۵۸ پیش از میلاد، او شاه کاسی، زبابا شوما ایدینا را کُشت و پسر ارشد خود کوتیر نهونته را بر تخت سلطنت بابل نشاند. وقتی شوتروک نهونته درگذشت، کوتیر نهونته جانشین او شد و سیاست وی را در میان‌رودان ادامه داد و با معزول کردن انلیل ندین اخی (۱۱۵۷ تا ۱۱۵۵ پیش از میلاد) سلسلهٔ طولانی کاسی‌ها را پایان داد. او فقط برای مدت کوتاهی سلطنت کرد و سپس برادرش شلیهک اینشوشینک جانشین او شد. شیلهک اینشوشینک کتیبه‌های زیادی از خود به‌زبان ایلامی بر جای گذاشته‌است که از یک‌سو، لشکرکشی‌های متعدد او را به میان‌رودان ثبت کرده‌اند و از سوی دیگر، معابدی را که او ساخته یا بازسازی کرده و به خدایان تقدیم کرده بود را مشخص می‌کنند. برای مثال، در کتیبه‌ای ذکر می‌کند که بیست معبد «دارای باغ» را در شوش و ایلام تقدیم خدایان کرده‌است.
آخرین پادشاه این دودمان، هوتلوتوش اینشوشینک، گاه خود را «پسر کوتیر نهونته و شلیهک اینشوشینک» نامیده و گاه خود را «پسر شوتروک نهونته، و کوتیر نهونته، و شلیهک اینشوشینک» می‌نامد؛ وی احتمالاً پسر شوتروک نهونته از دخترش نهونته اوتو بود، که ظاهراً نمونهٔ دیگری از ازدواج با محارم در داخل خاندان سلطنتی ایلام است. هوتلوتوش اینشوشینک به‌اندازهٔ شاهان قبلی‌اش باکفایت نبود و برای مدت کوتاهی، نبوکد نصر شوش را از وی گرفت. وی در انشان پناه گرفت، در آنجا معبدی را ساخت یا بازسازی کرد و سپس به شوش بازگشت، و احتمالاً در آن‌جا برادرش شیلهنیا امرو لگمر جانشین وی شد. با این پادشاه، قدرت ایلام برای مدت طولانی از صحنهٔ سیاسی محو شد.

## ایلام نو
ویژگی اصلی و متمایزکنندهٔ دوره ایلامی نو، ورود انبوه ایرانیان به فلات ایران بود، که در نتیجه، آنچه از امپراتوری سابق ایلام برجای مانده بود، باز هم کوچک‌تر شد. هر چند این مهاجمان در متون ایلامی دیر ظاهر می‌شوند، اما حضور ایشان بر اساس منابع آشوری مسلم است. در منابع آشوری دو گروه از مادها متمایز شده‌اند: «مادهای قدرتمند» و «مادهای دور» یا «مادهایی که در کنار کوه بیکنی، کوهستان سنگ لاجورد، زندگی می‌کنند». گروه اول که منطقهٔ اطراف هگمتانه (همدان امروزی) را اشغال کرده بود، به‌دلیل برخوردهای مکرر و غالباً ستیزه‌جویانه با آشوری‌ها به‌خوبی شناخته شده‌است؛ اما گروه دوم، شامل تمام قبایلی که نواحی میان اطراف تهران امروزی و شرق افغانستان را در دست داشتند، به‌خوبی شناخته نشده‌است. هخامنشیان (و به پیروی از ایشان، هرودوت) گروه دوم را به نام ذکر می‌کنند: «پارتی‌ها، سگرتی‌ها، آریان‌ها، مرگیان‌ها، باکتری‌ها، سغدی‌ها و احتمالاً مردمان همسایه ایشان.» اما در سالنامه‌های آشوری تمام این قبایل ایرانی (به اشتباه) زیر عنوان کلی «مادهای دوردست» آمده‌اند. یکی دانستن کوه بیکنی با دماوند و الوند قابل قبول نیست. یکی دانستن کوه بیکنی با منابع سنگ لاجورد در بدخشان نه‌تنها با نوشته‌های نویسندگان کلاسیک تأیید می‌شود، بلکه از نظر تاریخی هم منطقی و قابل قبول است، خواه منابع آشوری، ایلامی، یا ایرانی آن را ثبت کرده‌باشند یا نه. پیشرفت کند مادها و پارس‌ها در فلات، ایلامی‌ها را از انشان به سمت سوزیانا راند، که نزدیک به هزار و پانصد سال دومین مرکز امپراتوری ایشان بود. سرزمین انشان به‌تدریج تبدیل به پارس گردید و تنها بعد از آن بود که سوزیانا به‌عنوان ایلام شناخته شد. در بیشتر منابع این دوره، به‌ویژه در منابع میان‌رودانی، سوزیانا ایلام نامیده می‌شود.
با این حال، شاهان ایلامی نو هنوز خود را «پادشاه انشان و شوش» می‌نامیدند؛ به جز سه شاه آخر، یعنی اومانونو، شلیهاک اینشوشینک دوم و تپتی هومبان اینشوشینک.
قسمت اول (۱۱۰۰ تا ۷۷۰ پیش از میلاد)
اسناد ایلامی دربارهٔ قسمت اول دورهٔ ایلامی نو که دو سده و نیم به‌طول انجامید، اطلاعات تاریخی به‌دست نمی‌دهند. الواح تل ملیان، که ماتیو ولفگانگ استولپر آن را متعلق به اوائل این دوره می‌داند، نشان می‌دهند که انشان هنوز حداقل تا حدی فرهنگ ایلامی دارد، زیرا تمام افراد مذکور در این متون، اسامی ایلامی دارند. الواح میان‌رودانی مربوط به این دوره، چندان به اطلاعات ما نمی‌افزایند؛ تنها می‌دانیم که شاه بابلی مار بیتی اپلا اوصور (۹۸۴ تا ۹۷۹ پیش از میلاد) اصلیت ایلامی داشت و اینکه قوای ایلامی در کنار شاه بابل، مردوک بلاسو ایقبی، با نیروهای آشوری تحت امر شمشی ادد پنجم (۸۲۳ تا ۸۱۱ پیش از میلاد) جنگیدند.
قسمت دوم (۷۷۰ تا ۶۴۰ پیش از میلاد)
تنها پس از نیمهٔ سدهٔ هشتم پیش از میلاد، وقایع‌نامه بابلی، اجزایی از ساختار تاریخ ایلام را به‌دست می‌دهد؛ به‌ویژه دربارهٔ نقش ایلام در اختلافات میان بابلی‌ها و آشوری‌ها اطلاعات ارزشمندی وجود دارد. شاه ایلامی هومبان نیکش (۷۴۳ تا ۷۱۷ پیش از میلاد)، پسر هومبان تهرا و برادر هومبان اومنای دوم، به کمک مرودخ بلدن آمد و در برابر سارگون دوم جبهه گرفت؛ اما ظاهراً اثر پایداری نداشته‌است، زیرا جانشین وی شوتروک نهونته دوم، پسر هومبان اومنای دوم، در طی حمله‌ای به ناحیهٔ دیر در سال ۷۱۰ پیش از میلاد، مجبور شد از برابر سپاه سارگون بگریزد. شاه ایلامی دو سال دیگر دوباره از سپاه سارگون شکست خورد؛ سرانجام پسر سارگون، سناخریب، وی را مغلوب و مرودخ بلدن را از شاهی خلع کرد و پسر خودش آشور ندین شومی را به تخت شاهی بابل نشاند. سپس برادر شوتروک نهونته دوم، به نام خلوشو، وی را به قتل رساند (نام خلوشو در وقایع‌نامهٔ بابلی آمده‌است). بعد از چندین جنگ و گریز با سپاه سناخریب، خلوشو به قتل رسید و کودور به‌جای او نشست؛ اما وی سریعاً سلطنت را به هومبان اومنای سوم واگذار کرد. هومبان اومنا، ارتش تازه‌ای فراهم کرد که در آن سپاهیانی از الیپی، پارسوماش و انشان حضور داشتند؛ در جنگ بابلی‌ها علیه آشوری‌ها در خلوله بر ساحل دجله به سال ۶۹۱ پیش از میلاد، ایلام به بابلی‌ها کمک کرد. هر طرف خود را پیروز جنگ اعلام کردند، اما آشوری‌ها دو سال بعد بابل را تصرف کردند. در دوران حکومت هومبان خلتش دوم (۶۸۰ تا ۶۷۵ پیش از میلاد)، پسر هومبان خلتش اول (۶۸۸ تا ۶۸۱ پیش از میلاد)، روابط ایلام و بابل بد و بدتر شد؛ شاید به‌همین دلیل برادر و جانشین او، اورنگ (۶۷۴ تا ۶۶۴ پیش از میلاد)، ابتدا روابط خوبی با شاه آشوری، آشور بانیپال (۶۶۸ تا ۶۲۷ پیش از میلاد) داشت و شاه آشوری در موقع خشکسالی برای او گندم فرستاد. اما روابط حسنه با آشور هم از بین رفت و بعد از حمله‌ای تازه به میان‌رودان، شاه ایلامی درگذشت. ته اومان (۶۶۴ تا ۶۵۳ پیش از میلاد) جانشین او شد. آشوربانیپال به شاه جدید ایلامی حمله کرد و بعد از نبرد اولای در سال ۶۵۳ پیش از میلاد، شاه ایلامی کشته شد. آشوربانیپال بعد از این پیروزی پسر اورنگ را که در آشور پناهنده بود، به قدرت منصوب کرد. به علاوه، هومبان نیکاش دوم در مدکتو (محلی نزدیک میان‌رودان) و تمریتو در خیدلو (محلی امن در کوهستان‌های شرقی بر راه انشان) به حکومت منصوب شدند. پس این دو شهر از آغاز سدهٔ هفتم، به‌شکل پایتخت درآمدند و از اهمیت شوش کاسته شد. در این زمان بین آشوربانیپال و برادرش شمش شوم اوکین (آشوربانیپال وی را به شاهی بابل گمارده بود) جنگی درگرفت؛ ایلامی‌ها از این فرصت استفاده کردند و بین خود به جنگ مشغول شدند. تمریتو تخت شاهی هومبان نیکش دوم را تصرف کرد، ولی خود هم به دست ایندبیگش به آشور رانده شد. ایندبیگش نیز به دست هومبان خلتش سوم در سال ۶۴۸ پیش از میلاد کشته شد. سقوط پادشاهی ایلام را بهتر می‌توان فهمید اگر توجه کنیم که شخصی به نام اومبا خبوا در بوپیلا حکومت می‌کرد و پائا در بیت ایمبی «شاه ایلام» نامیده می‌شد. اما ضربهٔ آخر را آشوربانیپال در ۶۴۶ پیش از میلاد وارد کرد: وی ابتدا سوزیانا و سپس شوش را ویران کرد. با این حال، شکست ایلامی‌ها به آن سختی که آشوربانیپال در سالنامه‌هایش ادعا می‌کند نبود؛ زیرا بعد از پیروزی او، پادشاهی ایلام با شوتور نهونته پسر هومبان اومنای سوم، از خاکستر برخاست.